# جوزپه بالدو
جوزپه بالدو (به ایتالیایی: Giuseppe Baldo) بازیکن فوتبال اهل ایتالیا است که از سال ۱۹۳۶ میلادی عضو تیم ملی فوتبال ایتالیا بوده و در ۴ بازی ملی حضور داشته‌است. او در بازی‌های ملی‌اش گلی به ثمر نرساند.
جوزپه بالدو آخرین بازی ملی خود را در سال ۱۹۳۶ میلادی انجام داد.